# Tal Afar
Tal Afar (alte denumiri Tal'Afar, Tal Afar, Tall Afar, Tell Afar sau Tel Afar) (arabă تلعفر sau تل عفر) este un oraș din nord-vestul Irakului, aflat în guvernoratul Nineveh(Ninive). Se află la o distanță de cca. 50 km vest de Mosul și 200 km nord-vest de Kirkuk.

## Istorie
După Destrămarea Imperiului Otoman, orașul a fost inclus în cadrul Irakului.
La 16 iunie 2014, orașul se afla sub ocupația grupării fundamentaliste sunite SIIL (Statul Islamic în Irak și Levant).